# Милан Мијалковић
Милан Мијалковић Чича (Винорача, код Јагодине, 22. август 1897 — Дрежник, код Ужица, 18. август 1941) био је комунистички револуционар, учесник Народноослободилачке борбе и народни херој Југославије.
Завршио је Филозофски факултет у Београду и једно време радио као професор математике у гимназијама у Вршцу и Куманову. Члан Комунистичке партије Југославије (КПЈ) постао је 1919, а члан Савеза комунистичке омладине Југославије (СКОЈ) 1920. године.
Политички је деловао најпре у Вршцу, а потом у Куманову, где је једно време обављао дужност секретара Покрајинског комитета КПЈ за Македонију. Деловао је и у Крагујевцу, међу радницима Војно-техничког завода, где је 1928. формирао организацију КПЈ и обновио рад Културно-уметничког друштва „Абрашевић”. Због револуционарног рада ухапшен је 1929. и осуђен на седам година затвора. Током одслужења казне у затвору у Сремској Митровици, због учешћа у борби за боље услове живота политичких затвореника, осуђен је на још две године затвора.
Од 1939. налазио се на дужности секретара Окружног комитета КПЈ за Јагодину, а од 1940. био је члан Покрајинског комитета КПЈ за Србију. Након окупације Југославије, 1941. именован је за инструктора ПК КПЈ за Србију и упућен на терен Чачка и Ужица. С Бранком Крсмановићем, помогао је тамошњим партијским организацијама у формирању првих партизанских одреда.
Погинуо је 18. августа 1941. у сукобу с Немцима, на Дрежничкој градини, код Ужица, при покушају повезивања са Првом ужичком партизанском четом. За народног хероја проглашен је 5. јула 1951. године.

## Биографија
Рођен је 22. августа 1897. године у селу Винорачи, код Јагодине. Његови родитељи — отац Антоније и мајка Живка, рођена Димитријевић из Шуљковца, били су сиромашни сељаци. Године 1902. кад је имао пет година, умрла му је мајка, па су он и тек рођена сестра Кадивка остали сирочићи. Његов отац се потом поново оженио, удовицом Персом, која је имала двоје деце и са њом добио још двоје — сина Драгољуба и ћерку Никосаву. Сиромашна сељачка породица, са шесторо деце, живела је веома тешко.
Милан је 1904. пошао у основну школу. Будући да у његовом селу није било школе, морао је свакодневно да пешачи до оближњег села Деонице. Иако је живео у лошим условима и помагао родитељима у тешким сеоским пословима, школу је завршио са одличним успехом. Године 1909. уписао се у Нижу гимназију у Јагодини, али је након завршетка првог разреда његово даљње школовање доведено у питање због материјалних тешкоћа. Како би наставио школовање и издржавао се у Јагодини, морао је да ради разне физичке послове, али су му вредноћа и озбиљност створили углед међу друговима и професорима у школи.
Почетак Првог светског рата прекинуо је његово школовање. Током опште мобилизације, јула 1914. његов отац Антоније Мијалковић, учесник Балканских ратова, био је мобилисан у Шести пешадијски пук и погинуо је у бици на Дрини. Милан је тад, с маћехом Персом, преузео бригу о домаћинству, а за време рата се добровољно пријавио да као болничар помаже рањеним и болесним војницима у јагодинској Окружној болници.
После окупације Србије, 1916. како би избегао интернирање у Немачку, напустио је Јагодину и отишао у Краљево, где се запослио у једној апотеци. Већ наредне, 1917. вратио се у родно село, где је самоиницијативно уз помоћ учитељице Ленке Лазаревић, окупио око 120 деце из Винораче и околних села, са којима је успешно изводио наставу до краја школске године. Након завршетка рата, 1918. отишао је у Београд, где је у Другој мушкој гимназији наставио прекинуто школовање. Матурирао је са скраћеним испитним роком и у јесен 1919. уписао се на Филозофски факултет како би студирао математику и физику. Међу београдском средњошколском и студентском омладином, добио је прва сазнања о револуционарном радничком покрету и придружио му се.

### Партијски рад 1919—1929.
Често је долазио у Раднички дом на Славији, где је упознао многе другове. Доста времена одвајао је за учење и опште образовање, а посебно за изучавање марксистичке литературе. Похађао је партијски курс који је организовао Извршни одбор Социјалистичке радничке партије Југославије (комуниста), чији је члан постао одмах по њеном оснивању 1919. године. Након тога, држао је предавања и организовао марксистичке кружоке и дискусије о политичкој ситуацији у земљи и свету. На његову иницијативу је 1919. основана Студентска задруга „Побратимство” за пружање материјалне помоћи сиромашним студентима, чији је био председник. Такође, био је и један од оснивача Марксистичког студентског клуба (Клуб студената комуниста) на Филозофском факултету, са око 56 чланова. Тада је упознао револуционара, публицисту и сликара Мошу Пијаде, са којим је постао близак пријатељ.
Био је активан учесник многих демонстрација и штрајкова — 23. јуна 1919. учествовао је на студентским демонстрацијама, које су организоване на иницијативу Социјалистичке радничке партије, поводом хапшења шесторице студената; 21. јула 1919. учествовао је у дводневном штрајку југословенске радничке класе, која је желела да спречи непосредно учествовање Краљевине Срба, Хрвата и Словенаца у гушењу Мађарске револуције; учествовао је и у организовању генералног штрајка железничара, 5. фебруара 1920. године.
У пролеће 1920. укључио се у рад Савеза комунистичке омладине Југославије (СКОЈ), а средином године је постао члан Месног комитета СКОЈ-а за Београд. Након доношења „Обзнане”, децембра 1920. и почетка отвореног прогона комуниста, Министарство унутрашњих дела је објавило списак студената–комуниста на Београдском универзитету, на коме се налазило и његово име, због чега је изгубио стипендију. Тада је записан и у полицијској картотеци, због чега је свој партијски рад морао да обавља илегално.
Са студенткињом књижевности Љубицом Живковић, која је с њим прошла кроз већину акција револуционарне студентске омладине, оженио се у пролеће 1921. године. Летњи распуст 1921. провео је са супругом у родној Винорачи, где се укључио у рад Месне организације КПЈ за Јагодину. Одлуком Министарства просвете, септембра 1921, још као недипломирани професор постављен је за суплента и васпитача Учитељске школе у Вршцу. Доласком у Вршац, наставио је своју револуционарну активност и стекао симпатије и поверење својих ђака, будућих учитеља. Његовом заслугом у граду су убрзо формирана три активна СКОЈ-а — у Учитељској школи, гимназији и међу радничком омладином.
Био је члан полуилегалног друштва „Пелагић”, које су основали повратници из Октобарске револуције. Како би легализовао рад друштва, реорганизовао га је у КУД „Абрашевић”, које је окупљало велики број радника. Створио је неколико партијских ћелија, као и Месни комитет КПЈ за Вршац, чији је био члан. Преко супруге Љубице, која је студирала у Београду, одржавао је везу са београдском партијском организацијом.
У Учитељској школи је 1922, уз подршку директора школе др Живана Ивановића, формирао ђачку дружину „Узајамност”, чији је циљ био решавање проблема сиромашних ђака. Након дипломирања математике, у јесен 1923. почео је да ради као хонорарни професор у Вршачкој гимназији. Због тешких услова живота просветих радника, у пролеће 1924. успешно је организовао штрајк просветних радника у Вршцу. Полиција је тада почела да га прати, како би се пронашао разлог за његово хапшење. Будући да му је стални полицијски надзор онемогућио даљњи рад у Партији, након завршетка школске године добио је премештај у Куманово, на лични захтев. Пре одласка у Куманово, летњи распуст је провео у Београду и родном селу. Тада се повезао са илегалним члановима и симпатизерима КПЈ у Јагодини, а имао је и сусрете са Златком Шнајдером, секретаром Централног комитета СКОЈ-а.
Нову школску годину, у јесен 1924, започео је са супругом у гимназији у Куманову. Имао је тежак задатак да у непознатој средини илегално организује партијски рад, али је већ у новембру, непуна два месеца по доласку, формирао неколико скојевских група. Ово је убрзало оснивање партијских ћелија и Месног комитета СКОЈ-а, који је током 1925. био међу најактивнијима у Македонији. Пошто се Месна организација брзо омасовила великим бројем симпатизера, постао је секретар Месног комитета КПЈ за Куманово. Крајем исте године у Скопљу је одржана Покрајинска конференција СКОЈ-а за Македонију, на којој је присуствовао Златко Шнајдер, а међу делегатима из Куманова била је и Љубица Мијалковић.
Почетком 1926. у Куманову је формиран КУД „Коста Абрашевић”, у коме је његова супруга Љубица, водила разне секције и окупљала младе. Супружници Мијалковић писали су текстове кратких драма, које су изводили глумци из Културно уметничког друштва. Запажене су биле једночинке на македонском језику – Жртва капитала, као и драме Рудари и Отворено писмо. Посебне симпатије, стекао је што је новцем добијеним од представа, солидарно помагао породицама унесрећених радника. Као секретар Месног комитета КПЈ у Куманову, активно је радио у Покрајинском комитету КПЈ за Македонију. Обилазио је Скопље, Прилеп, Битољ, Охрид и друга места да би активирао партијски рад. У марту 1927. прихватио је дужност секретара Покрајинског комитета КПЈ Македоније, чиме је седиште Покрајинског комитета премештено у Куманово. Одржавао је партијску везу са Жарком Зрењанином у Вршцу, преко Вјекослава Смољана, који је илегално преносио партијски материјал у Куманово, одатле је растуран широм Македоније.
У марту 1928. на предлог КПЈ прешао је у Крагујевац, који је тада био један од најјачих радничких центара Србије. Радио је у Првој крагујевачкој гимназији и илегално се бавио партијским радом. Одржавао је партијску везу са Београдом, под изговором да посећује ташту. Честа путовања користио је за преношење брошура и летака, које је растурао по граду и селима. Његови најближи сарадници у Крагујевцу били су: адвокат Михајло Ивеша, књижар Радомир Бата Бугарски, студент медицине Стеван Лилчић, Драги Недељковић, кројачки радник и др. Веома брзо је успео да организује пасивизиране раднике Крагујевца и основао је прву партијску ћелију у Војно-техничком заводу. Обновио је и ојачао рад радничко-културног уметничког друштва „Абрашевић”, који се одвијао преко приредби, игранки и Радничког клуба са спортским друштвима. После увођења шестојануарске диктатуре, 1929. када су почела масовна хапшења и убиства чланова КПЈ и СКОЈ-а, полиција у Крагујевцу га је неколико пута претресала, али нису успели пронаћи било шта што би га компромитовало.

### Боравак у затвору 1929—1938.
Након увођења Шестојануарске диктатуре и доношења Закона о заштити државе, отпочела су масовна хапшења комуниста и њихових симпатизера. Крајем јула 1929. полиција је успела да изврши провалу у партијску и скојевску организацију у Куманову. Тада је ухапшен већи број скојеваца и комуниста, а неко од ухапшених је Милана представио као организатора. Убрзо потом, средином августа 1929. био је ухапшен у Крагујевцу и спроведен у Куманово, где је терећен као организатор и секретар Покрајинског комитета КПЈ за Македонију. Из кумановског истражног затвора, у коме је провео месец дана, спроведен је са осталим затвореницима у затвор на Ади Циганлији у Београду. После петомесечне истраге изведен је пред Државни суд за заштиту државе у Београду и 1. фебруара 1930, с „кумановском групом”, осуђен на седам година затвора. Због демонстративног узвика „доле крвави режим” приликом читања пресуде, био је кажњен са још три и по месеца робије.
Издржавање казне започео је у затвору у Сремској Митровици, где је одмах по доласку, отпочео борбу против односа затворске управе према политичким затвореницима. Са већом групом затвореника-комуниста, међу којима су били — Иван Милутиновић, Радивој Давидовић Кепа, Саломон Леви, Јован Трајковић, Отокар Кершовани, Трајко Стаменковић и Момчило Ђорђевић, у пролеће 1931. пребачен је у затвор Лепоглава. Ту се сусрео са својим старим познаником Мошом Пијаде, са којим је због строгог режима, а посебно због одвођења болесног робијаша-комунисте Антуна Фестинија у подрумску тамницу организовао дводневни штрајк глађу, 8. априла 1931. године. Из солидарности, овом штрајку се придружило и осталих око 1.200 затвореника. Штрајк је у потпуности успео — болесни затвореник је био изведен из тамнице и упућен на лечење, забрањено је батинање, а дозвољено је уношење књига и часописа.
За време тамновања у Сремској Митровици и Лепоглави, упознао се и сарађивао са истакнутим комунистичким револуционарима, међу којима су — Милован Ђилас, Иван Милутиновић, Огњен Прица, Павле Грегорић, Јован Веселинов, Марко Орешковић и др. У Лепоглави је упознао и Јосипа Броза Тита, који је у то време био секретар казнионичког комитета КПЈ. Овај комитет руководио је радом затвореника-комуниста и њиховим активностима — читањем, превођењем и тумачењем марксистичке литературе, али је организовао и штрајкове и демонстрације у циљу побољшања услова живота политичких затвореника. Управа затвора је успела да открије план о организовању штрајка, који су заједно планирали политички затвореници старе и нове зграде затвора у Лепоглави, након чега су затвореници ступили у вишедневни штрајк глађу. Управа је тада осуђенике, међу којима је био и Милан, затворила у подрумске самице, где су боравили од јула до новембра 1932. године. Крајем исте године, нашао се у групи затвореника, која је поново транспортована у затвор у Сремску Митровицу.
У октобру 1933. учествовао је у великом штрајку 117 политичких затвореника, чији је главни циљ био побољшање услова живота политичких затвореника. После 14 дана, штрајк је успешно завршен, јер су политички затвореници пребачени у засебну зграду, у којој су имали боље услове. КПЈ је успела да упозна јавност са овим штрајком и да придобије њену подршку, што је делом и успела, а у знак солидарности са штрајкачима — београдски студенти су организовали протестни збор. У марту 1934. избиле су нове демонстрације политичких затвореника у Сремској Митровици. Повод за њих био је лош однос управника према затвореницима-комунистима. Демонстрације су потом прерасле у једномесечни штрајк. Управа затвора је 26 штрајкача извела пред Окружни суд у Сремској Митровици, који их је 15. јуна 1934. осудио на додатну робију. Тада су Милан Мијалковић и организатори штрајка, међу којима су били Моша Пијаде, Ђуро Пуцар, Иван Милутиновић, Милорад Петровић, Мустафа Пашић и др, заједно осуђени на две додатне године затвора. Неколико дана након овога, са већом групом затвореника, био је поново пребачен у Лепоглаву, где је остао до августа 1935, када је враћен у Сремску Митровицу, где је остао до краја казне, августа 1938. године.

### Револуционарни рад 1938—1941.
После издржане деветогодишње робије, дошао је у Београд, где је наставио са револуционарним радом, али је убрзо поново ухапшен и протеран у родно село Винорачу. Било му је забрањено слободно кретање и јавно иступање и имао је обавезу да се сваког дана јавља Среском начелству у Јагодини. Поред строгих забрана и немогућности слободног кретања, свакодневно је бициклом обилазио оближња места под изговором да ђацима даје часове математике. Његовим доласком Месна организација КПЈ у Јагодини, нагло је ојачала, а у току лета је успео да организује чланове КПЈ и СКОЈ на територији Поморавља. У Јагодини је деловало Удружење младих умних радника, које је имало своју марксистичку библиотеку. Организоване су читалачке групе од радника и средњошколске омладине, које су се окупљале по рејонима и преко пропагандног материјала, прогласа, летака и брошура упознавале са марксистичким учењем.
Током 1939. и 1940. организовао је и активирао рад Комунистичке партије Југославије у свим већим градовима Поморавља — Јагодини, Ћуприји, Параћину, Смедеревској Паланци, Свилајнцу и др. Радио је у лепеничком, великоорашком и темничком срезу. Био је члан Обласног комитета КПЈ и обновио рад у синдикалној организацији. Почетком фебруара 1940, на Црном врху, у забрану села Мишевића, одржана је проширена Обласна партијска конференција коју је организовао, отворио и водио Милан. Конференцији је присуствовало око 30 делегата из Јагодине, Ћуприје, Крагујевца, Краљева, Чачка, Ужица и других места Поморавља, Шумадије и западне Србије. Присуствовали су делегати — Петар Стамболић, Душан Петровић Шане, Мијалко Тодоровић, Станислав Сремчевић и други, а испред Покрајинског комитета КПЈ Спасенија Цана Бабовић и Милан Благојевић Шпанац. На Конференцији је разматрана међународна ситуација, изнет је значај јачања Партије, СКОЈ-а и Синдиката и припреме за одбрану земље од фашизма. Предложени су и кандидати КПЈ за Покрајинску конференцију КПЈ за Србију.
Током 1940. Обласни комитет КПЈ за Јагодину реорганизован је у Окружни комитет КПЈ за Моравски округ, који је поред Јагодине обухватао Ћуприју и Параћин. Милан је био секретар овог комитета, а поред њега чланови су били Бошко Ђуричић, Радислав Никчевић и Јован Милосављевић. Био је делегат на Петој покрајинској конференцији КПЈ за Србију, одржаној у мају 1940. у Београду и на њој изабран за члана Покрајинског комитета КПЈ за Србију. Крајем 1940. организовао је у Јагодини Окружну партијску конференцију, на којој је било око 20 партијских делегата из Поморавља, које је информисао о одржавању Пете земаљске конференције КПЈ и изнео им закључке донете на њој.

### Устанак и погибија 1941.
Након вести о потписивању протокола о приступању Краљевине Југославије Тројном пакту, 26. марта 1941. Милан је у Јагодини два пута говорио пред око 250 демонстраната. Потом је истог дана обишао и организовао демонстрације у Ћуприји и Смедеревској Паланци. Тада је демонстрантима растуран Проглас ПК КПЈ за Србију и летак Окружног комитета КПЈ за Поморавље, који је Мијалковић написао и штампао у Ћуприји са потписом Верни борци за народна права.
Присуствовао је саветовању Покрајинског комитета КПЈ за Србију, одржаном 29. марта 1941. у Београду, коме је присуствовао и Јосип Броз Тито, генерални секретар КПЈ. Тада је поднео извештај о мартовским догађајима у Поморављу, који су позитивно оцењени. Овом приликом одлучено је да за инструктора Покрајинског комитета КПЈ за западну Србију (Чачак и Ужице) буде именован Милан Мијалковић, а на његово место је у Поморавље упућен Петар Стамболић. Ова замена је била потребна, јер су обојица као дугогодишњи партијски радници били познати полицији.
Почетак Априлског рата, 1941. затекао га је у родном селу. Првих дана окупације, окупио је сеоску омладину у акцију за прикупљање хране и одеће за рањенике и заробљенике. У згради Јагодинске гимназије, помогао је неколицини заробљених војника Југословенске војске, који су чекали транспорт за Немачку. Дотурао им је храну и цивилну одећу, у којој су многи успевали да побегну. Неколико пута је одлазио у Београд, где се састајао са члановима Покрајинског комитета КПЈ за Србију и договарао се о даљем раду и припремама за оружану борбу против окупатора. Крајем априла 1941, са Митром Митровић, на гештетнеру је умножио Првомајски проглас КПЈ, који је потом растуран у читавој земљи.
Током маја и јуна 1941. одржао је више партијских састанака у Поморављу. После седнице Покрајинског комитета КПЈ за Србију, 23. јуна 1941. по директиви је упућен у ужички и чачански крај, за инструктора и организатора устанка. На састанку Окружног комитета КПЈ за Чачак, одржаном 5. јула 1941. у Атеници донета је одлука о оснивању Чачанског партизанског одреда, а следећег дана уз присуство Бранка Крсмановића и Милана Мијалковића именован је Штаб Чачанског партизанског одреда „Др Драгиша Мишовић” — за команданта је одређен Момчило Радосављевић, а за политичког комесара Ратко Митровић.
Након састанка са партијском организацијом Чачка, Милан Мијалковић и Бранко Крсмановић, који је био члан Главног штаба НОП одреда Србије, отишли су у Ужице, где су 7. јула 1941. са члановима Окружног комитета КПЈ за Ужице донели одлуку о оснивању Ужичког партизанског одреда „Димитрије Туцовић”. У Штаб Ужичког одреда одређени су — за команданта Петар Стамболић, за политичког комесара Милинко Кушић, за заменика команданта Јеврем Поповић, а за заменика политичког комесара Желимир Ђурић. После Ужица, Мијалковић је одржао састанке са окружним комитетима КПЈ за Ивањицу, Ариље и Пожегу и саопштио им одлуку о формирању Ужичког одреда. У другој половини јула, одржао је састанак при Штабу Чачанског партизанског одреда са члановима Окружног комитета КПЈ и члановима Штаба Крагујевачког партизанског одреда.
Чете Ужичког партизанског одреда формиране су из раније састављених борбених група, а Прва ужичка чета „Радоје Марић” основана је 28. јула 1941. на брду Татинац изнад Ужица у присуству Милана Мијалковића. Чета је на дан оснивања бројала око 22 борца, а њен Штаб су сачињавали — командир Витомир Пантовић, политички комесар Владан Росић и заменик политичког комесара Алекса Дејовић. Пар дана потом у чету је ступио Слободан Секулић, поручник Југословенске војске, који је именован за командира, а дотадашњи командир Пантовић је постао његов заменик. Почетком августа 1941. Прва ужичка чета извршила је више диверзија у околини Ужица и потом се повукла на логоровање југоисточно од Ужица, на брду Градина код села Дрежник. Тада је нарасла на око 40 бораца.
Акције јединица Ужичког одреда све више су забрињавале немачког обласног команданта у Ужицу и команданта Првог батаљона 724. пука немачке 704. посадне дивизије, којима су скоро свакодневно стизали извештаји о партизанским акцијама. Како би овоме стали на пут одлучили су да се најпре обрачунају са Првом ужичком четом, која је акције изводила у непосредној близини Ужица. Помоћ у планирању акције дао им је један сељак из Крваваца који их је 16. августа обавестио где се тачно налази место где логорује партизанска чета и колико има партизана. Одмах потом организован је план напада на партизане, а поред немачких војника из Првог батаљона 724. пука ангажовани су локални жандарми, као и око 200 жандарма Албанаца из Косовске Митровице, која се тада налазила у надлежности немачке обласне команде (фелдкомандантура) 816 у Ужицу.
Током ноћи 17/18. августа око 500 окупаторско-квислиншких војника, подељених у пет потерних група опколило је брдо Градину и стегло обруч око партизанског логоришта. Раног магловитог јутра 18. августа 1941, у сусрет партизанима кренуо је Милан Мијалковић, с водичем — младом учитељицом Олгом Ђуровић, која је по задатку Желимира Ђурића, секретара Окружног комитета КПЈ за Ужице кренула у пратњи Мијалковића. Приметивши велики број непријатељских војника пожурили су ка логоришту како би обавестили чету, али су их Немци приметили. На позив да се предају, Олга је бацила бомбу на немачке војнике који су се кретали уз Градину. Одмах потом покошени су митраљеским рафалима, али је експлозија бомбе и пуцњава митраљеза алармирала партизане и покварила непријатељско изненађење. Опкољена партизанска чета прихватила је борбу и успела да се извуче из непријатељског обруча, а током борбе је имала губитке од четворо мртвих и троје рањених бораца. Међу погинулима су били — Исидор Барух (1910—1941), Љубиша Веснић (1920—1941), Раде Стефановић Пајац (1920—1941), Милорад Миле Перишић (1925—1941) и Радослав Богићевић (1923—1941; касније умро од задобијених рана).

## Народни херој
У „Билтену Главног штаба” број 4, од 3. септембра 1941. под насловом Пали за народ смрћу хероја о погибији Милана Мијалковића пише: 
| „ | 18. августа погинуо је код Ужица јуначком смрћу друг Мијалковић. Видећи велику опасност која је претила једном одреду партизана, јер је непријатељ са великим снагама почео опкољавати тај одред, друг Мијалковић је, заједно са једном другарицом, похитао да обавести партизане о постојећој опасности, али је био примећен од непријатеља и погођен од топовске гранате; тако је убијен заједно са другарицом. Смрћу М. Мијалковића Комунистичка партија Југославије трпи тежак губитак, а српски народ губи свог верног борца. Нека је слава другу Мијалковићу и погинулој другарици! | ” |

Након партизанског ослобођења Ужица и формирања слободне територије познате као „Ужичка република”, 2. октобра 1941. организована је свечана сахрана погинулих бораца Ужичког партизанског одреда на гробљу Доварје, међу којима су били — Милан Мијалковић, Витомир Пантовић, Олга Ђуровић, Милош Алексић, Исидор Барух, Тома Биљановић, Раде Стефановић, Сава Пантовић и Љубиша Веснић. Године 1958. на месту њихове сахране изграђено је Партизанско спомен-гробље на које су пренети посмртни остаци 230 бораца, међу којима и народних хероја — Желимира Ђурића, Богдана Капелана, Алексе Дејовића и Наде Матић.
Указом Председништва АВНОЈ-а постхумно је 6. јула 1945. одликован Орденом заслуга за народ првог реда. Указом Президијума Народне скупштине ФНР Југославије 5. јула 1951. проглашен је за народног хероја. Истим Указом проглашено је још 66 народних хероја, међу којима су били — Миленко Брковић Црни, Нада Димић, Светозар Драговић Тоза, Милић Радовановић, Станислав Сремчевић, Мија Станимировић и др.
Основна школа у Јагодини носи име Милана Мијалковића, а у дворишту је 1968. постављена његова спомен-биста, рад вајара Војислава Џелетовића. Поред ове, у Јагодини се налази још једна његова спомен-биста — испред зграде бившег Комитета, подигнута 1961, рад вајара Александра Зарина. На кући у којој је живео у родном селу Винорачи постављена је 1955. спомен-плоча, а у центру села му је подигнут споменик.
Његово име носе три улице на територији Републике Србије — у Јагодини, Београду и Смедеревској Паланци.